# 钱珝
钱珝（?—?），字瑞文，唐朝吳興人。
錢起曾孫，钱徽之孙、钱方义之子。廣明元年郑蔼榜進士及第。歷官京兆府参军、蓝田县尉、集贤校理、章陵縣令等，宰相王抟表薦知制诰，以膳部郎中、知制诰升中書舍人。光化三年（900年），王抟被贬，钱珝亦受牵连，出京为抚州（治所在今江西省抚州市） 司马。後不知所终。有《舟中录》二十卷，《全唐詩》存其诗一卷。